# Xchange3
『Xchange3』（エックスチェンジスリー）は、2004年6月25日にCROWDから発売されたWindows用18禁恋愛アドベンチャーゲーム。「Xchange」シリーズの第3作。

## 概要
本作は、性転換（TSF (ジャンル)）を題材にした「Xchange」シリーズの第3作であり、前作『Xchange2』の続編作品にあたる。なお、相原拓也（相原たくや）を主人公にしたシリーズとしてはこれが最後となる。
また、2004年には村上早紀による小説版がパラダイム（パラダイムノベル）から発売されている。
2005年10月21日には廉価版として『Xchange3 復刻版』ならびに『Yin-Yang! X Change Alternative 復刻版』とセットになった『XチェンBOX2』が発売された。

## あらすじ
2度までも女になった学園生活も終わり、拓也は北ノ都大学で遺伝子関係のゼミに所属する大学生になっていた。明日香も同じ大学の獣医学部に所属し、2人の仲はそれなりに順調。ところがある日、拓也は弘二の企みに乗ってまたしても怪しげな薬を飲んで女になる。周囲の人々は3回目の女性化にすっかり慣れるか、もしくはあきれる。
しかし、呑気な事は言ってられなかった。今回はなんと、染色体などの問題によって、一週間以内に男に戻らないと、一生女の身体のまま生きていく事になってしまうという危険性が出てきたのである。はたして、拓也／たくやの明日はどっちだ…!?

## 登場キャラクター
相原 拓也（あいはら たくや）
声 - 笑顔光
北ノ都大学4回生。相変わらず安穏と暮らしていたはずだったが、弘二に一服盛られてまたしても女性化する羽目になる。
相原 たくや（あいはら たくや）
声 - 上戸琉
拓也の女バージョン。身体の女性化と同時に言葉遣い等精神も女性化している。徐々に染色体が完全に女性のものとなりつつあり、一週間以内に元に戻る薬を服用しないと、二度と男に戻れなくなるというタイムリミット付きで女性生活を送る事になる。
片桐 明日香（かたぎり あすか）
声 - 涼森ちさと
拓也の幼なじみで同じ北ノ都大学に通う。ハンドルを握ると人格が変わる。拓也との交際は続いているが、獣医師を目指しアメリカに旅立つ事になり、拓也との交際に終止符を打とうかと考えている。
佐藤 麻美（さとう あさみ）
声 - 関和美
大学院生として北ノ都大学に研究のため来ている。下心のある弘二に唆されて、女性化の薬を作ってしまう。
工藤 弘二（くどう こうじ）
声 - やましたとも
北ノ都大学3回生。女になったたくやが忘れられず、拓也と同じゼミに入ってチャンスを得ようとする。今回、拓也が女性化する原因を作った張本人。たくやを愛していると言ってはばからないが、どう見ても身体の事しか頭に無い好色な男。
工藤 こうじ（くどう こうじ）
弘二の女の子バージョン。やはり拓也のことが好き。
河原 千里（かわはら ちさと）
声 - 榎津まお
北ノ都大学の学生。工学部で相変わらず怪しい機械を作っている。
五条 留美（ごじょう るみ）
声 - 麻生明良
北ノ都大学助教授。元々はアメリカに留学して医師を目指していたが、ある事件がきっかけで遺伝子研究の世界に飛び込む。過去に渡り2度も男性から女性の身体になった拓也に興味を持っており、弘二の「拓也女性化計画」を承認してしまった。
高田 綾乃（たかだ あやの）
声 - 乃田あす実
北ノ都大学3回生。拓也のゼミの後輩で拓也の事を先輩以上の感情で慕っているようである。何も知らないとはいえ、弘二の陰謀に協力してしまった事に罪悪感を持っており、積極的にたくやの力になろうとする。涼乃（すずの）という性格が全く異なる妹がいる。子猫を一匹拾ってこっそり育てており、ルートによっては、その事が原因で夏美によって最悪の結末をたどる事になる。
相原 夏美（あいはら なつみ）
声 - 中瀬ひな
拓也の義理の姉。血は繋がっていない。シリーズを通じて鬼畜（ただしマジギレして拓也を叱り付けるルートあり）で、柄の悪い男友達を多数連れている。猫嫌いでもある。

## スタッフ
- キャラクターデザイン・原画：赤碕やすま
- シナリオ：騎西ソアラ